# Tessère de Sudice
Sudice Tessera
Pour les articles homonymes, voir Sudice.
La tessère de Sudice (désignation internationale : Sudice Tessera) est un terrain polygonal situé sur Vénus dans le quadrangle de Juno Chasma. Il a été nommé en référence à Sudice, déesse tchèque du destin.